# Giuseppe De Nittis
Giuseppe De Nittis, né le 25 février 1846 à Barletta (royaume des Deux-Siciles), et mort le 21 août 1884 à Saint-Germain-en-Laye (France), est un peintre et graveur italien.
Contemporain de Giovanni Boldini et des Macchiaioli, ami de Gustave Caillebotte, Edgar Degas et Édouard Manet, Giuseppe De Nittis reste un peintre encore relativement confidentiel, y compris en Italie où il est classé trop rapidement dans l'école impressionniste italienne, malgré la variété de ses sources d’inspiration.

## Biographie

### Les Débuts en Italie
Après un apprentissage auprès du peintre local Giovanni Battista Calò à Barletta, il s'inscrit en 1860 à l'Académie des beaux-arts de Naples où enseigne Gabriele Smargiassi. Il se consacre immédiatement à des compositions en plein air, dont le sujet est avant tout Barletta, sa ville natale.
Quatre ans plus tard, il fonde l'école de Resìna, ou de Portici, du nom de la ville de Campanie, non loin de l’actuelle Herculanum, qu’il aimait représenter dans ses tableaux. Fortement influencée par l’école de Posillipo, consacrée à la peinture de paysage, le programme de l’école de Resìna est, clairement anti-académique et orienté vers la représentation de la vie et l’impression du moment. C'est très proche du travail réalisé à la même époque à Florence par les Macchiaioli dans laquelle l’utilisation rapide des taches de lumière et d’ombre définissait le sujet pictural. De Nittis étudie aussi la peinture en privé avec Vincenzo Petrocelli. 
Il rejoint les Macchiaioli à Florence en 1866.

### Départ pour Paris
En 1867, il part pour Paris où il rencontre Meissonier et Gérôme. 
Deux ans plus tard, il épouse Léontine Gruvelle qui influencera considérablement ses choix sociaux et artistiques. Ainsi, il fait son entrée dans le milieu artistique et intellectuel et fait connaissance des collectionneurs passionnés de japonisme, tels Edmond de Goncourt, Philippe Burty et Adolphe Goupil. De Nittis constituera une collection d'œuvres de grande qualité, remarquée par plusieurs experts d'art japonais au pavillon de Breteuil qu'il habite, au no 12 de l'avenue Foch à Paris.
Il s'installe définitivement à Paris en 1872 et en 1874, à l'invitation d'Edgar Degas, il participe à la Première exposition des peintres impressionnistes qui se tient dans l'atelier de Nadar. Il partage avec eux la pratique de la peinture « en plein air », se distinguant cependant d'eux par une plus grande attention au rendu des volumes. Il a pourtant à l'époque quitté Paris pour se rendre d’abord à Londres (à la recherche de nouveaux marchés et de nouvelles commandes) et retourner ensuite à Barletta, sa ville natale.

### La Renommée
Il est au sommet de sa renommée lors de l'Exposition universelle de 1878 à Paris, où il expose onze de ses toiles. En avril 1879, il inaugure la galerie de La Vie moderne.
En 1880, il installe son atelier aux nos 3 et 3 bis rue Viète à Paris. En 1881, il séjourne à Gersau près de Lucerne en compagnie d'Alphonse Daudet et de son épouse, à qui il offre en souvenir un tableau représentant l'endroit, qui est également évoqué par Goncourt dans son Journal.
En 1882 il s'installe Avenue du Bois de Boulogne qu'il représente à plusieurs reprises dans ses tableaux.
En 1884, à 38 ans, frappé d'une embolie cérébrale, De Nittis meurt à Saint-Germain-en-Laye; il est inhumé à Paris, au cimetière du Père-Lachaise (11e division).

## Œuvre

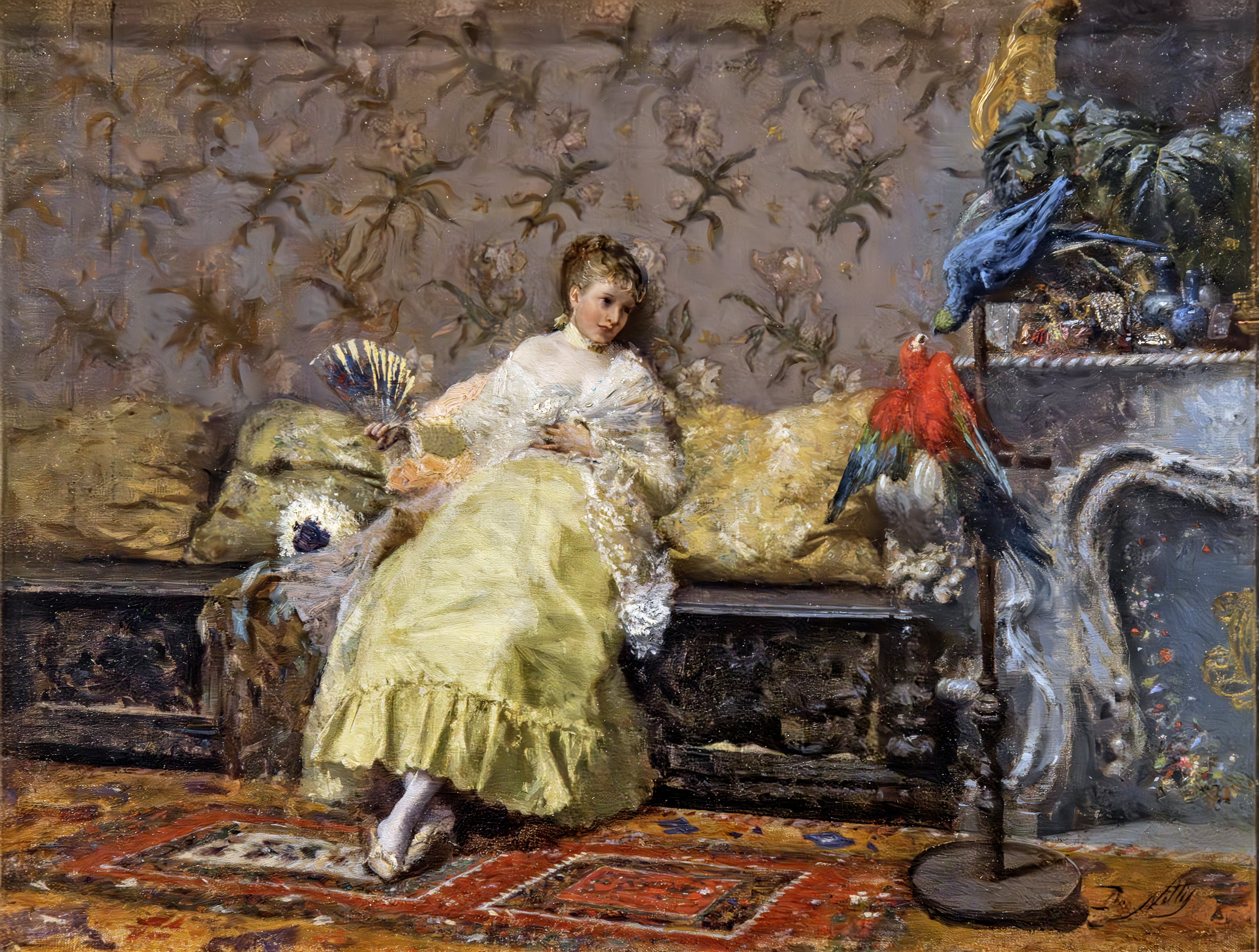
Dame aux perroquets Bottega d'Arte, Montecatini Terme - Forte dei Marmi
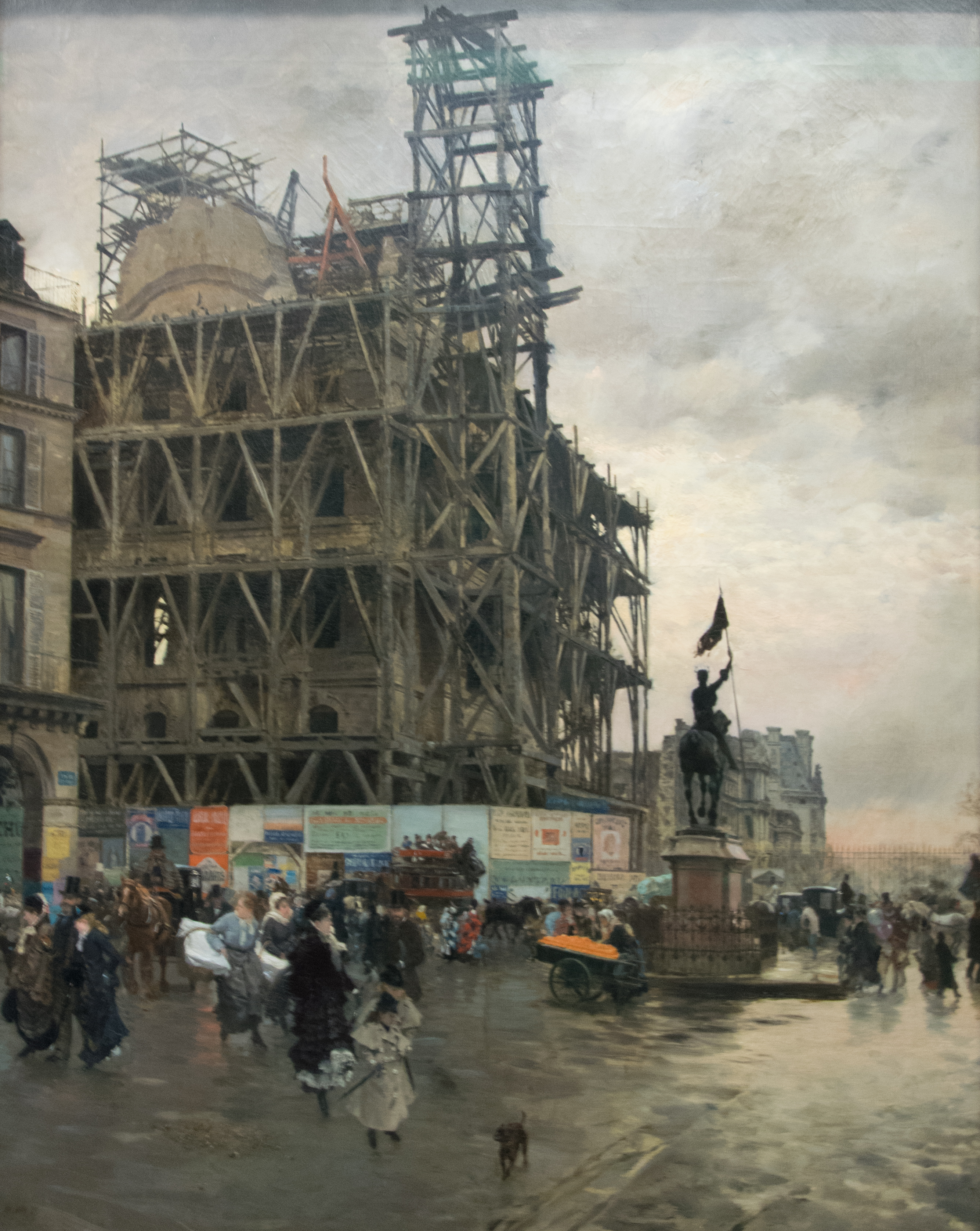
La Place des Pyramides (1875) Paris, musée d'Orsay
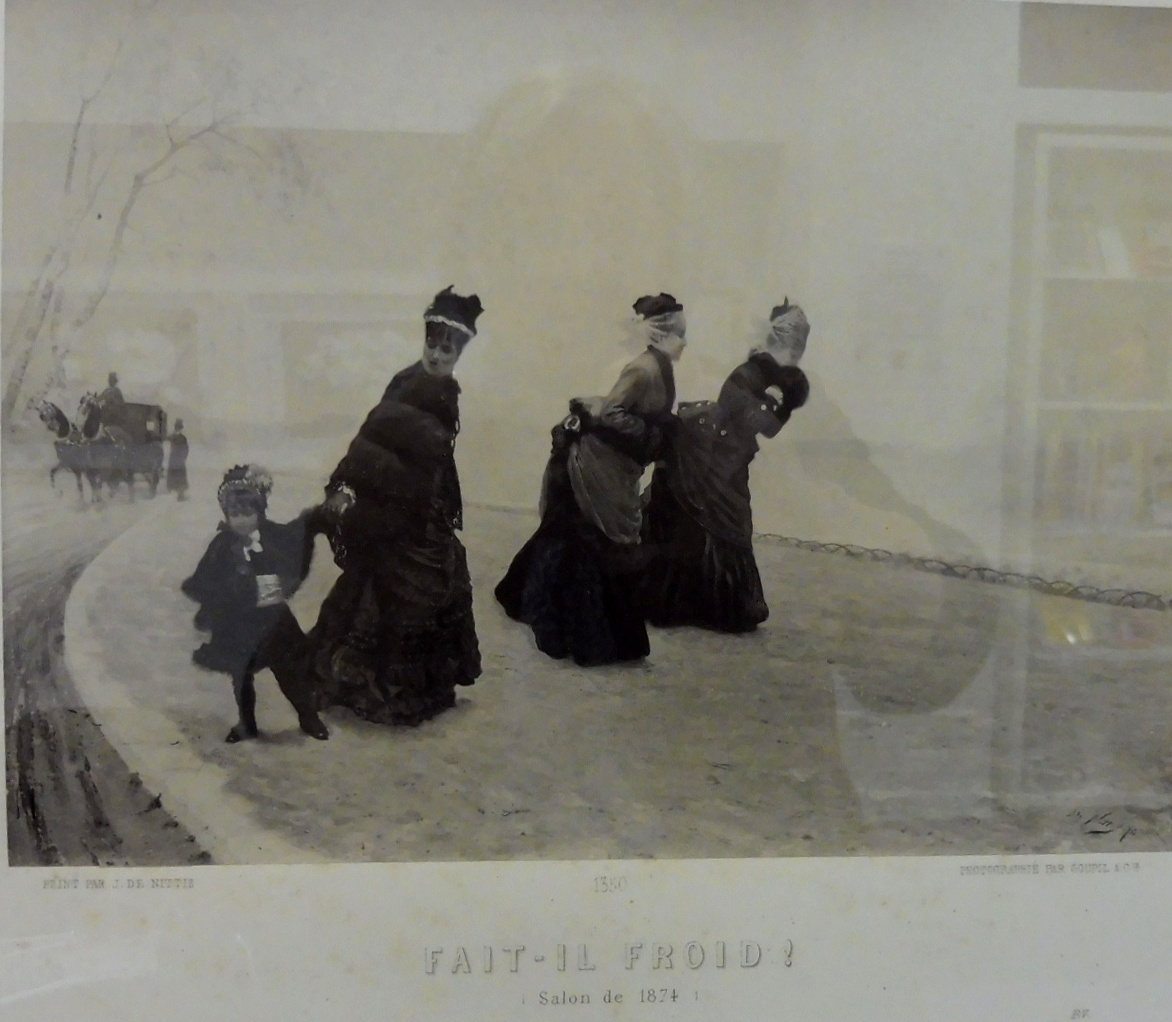
Fait-il froid ! Salon de 1874, musée Goupil

Sa veuve a fait don de nombre de ses tableaux à la ville de Barletta (la ville natale du peintre) où ils sont maintenant réunis depuis 2007 dans la Pinacoteca De Nittis, au Palais Marra. Ce bâtiment du XVIe siècle, a été transformé au cours de périodes successives. C'était l'ancienne résidence de la Famille Orsini, puis de la famille Marra et enfin de la famille Fraggiani. Sa restauration s’est achevée en 2005 et il est géré par la municipalité de Barletta. 

Œuvres de Giuseppe De Nittis à la Pinacoteca De Nittis de Barletta
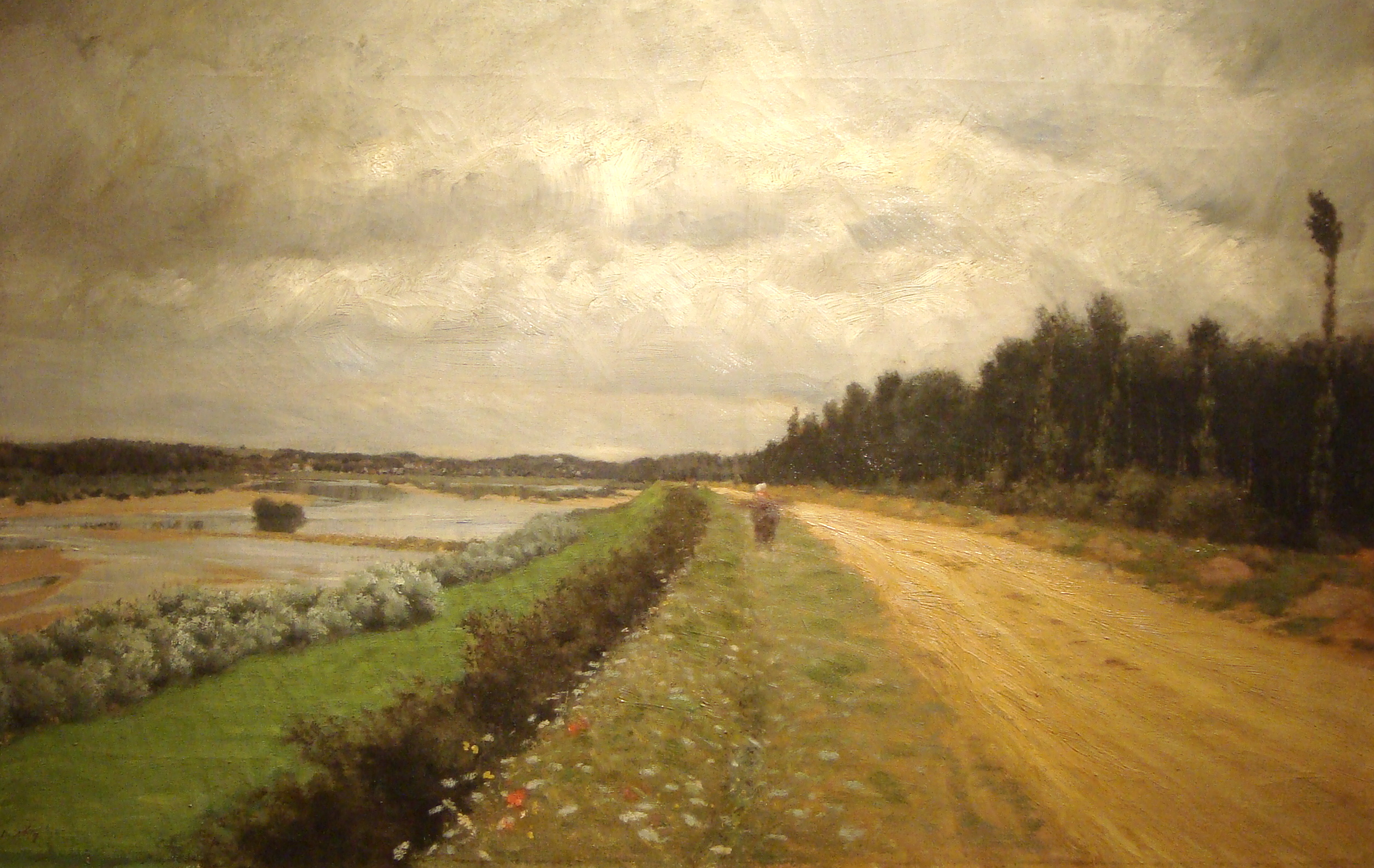
Les Bords de l'Aufide (vers 1870).
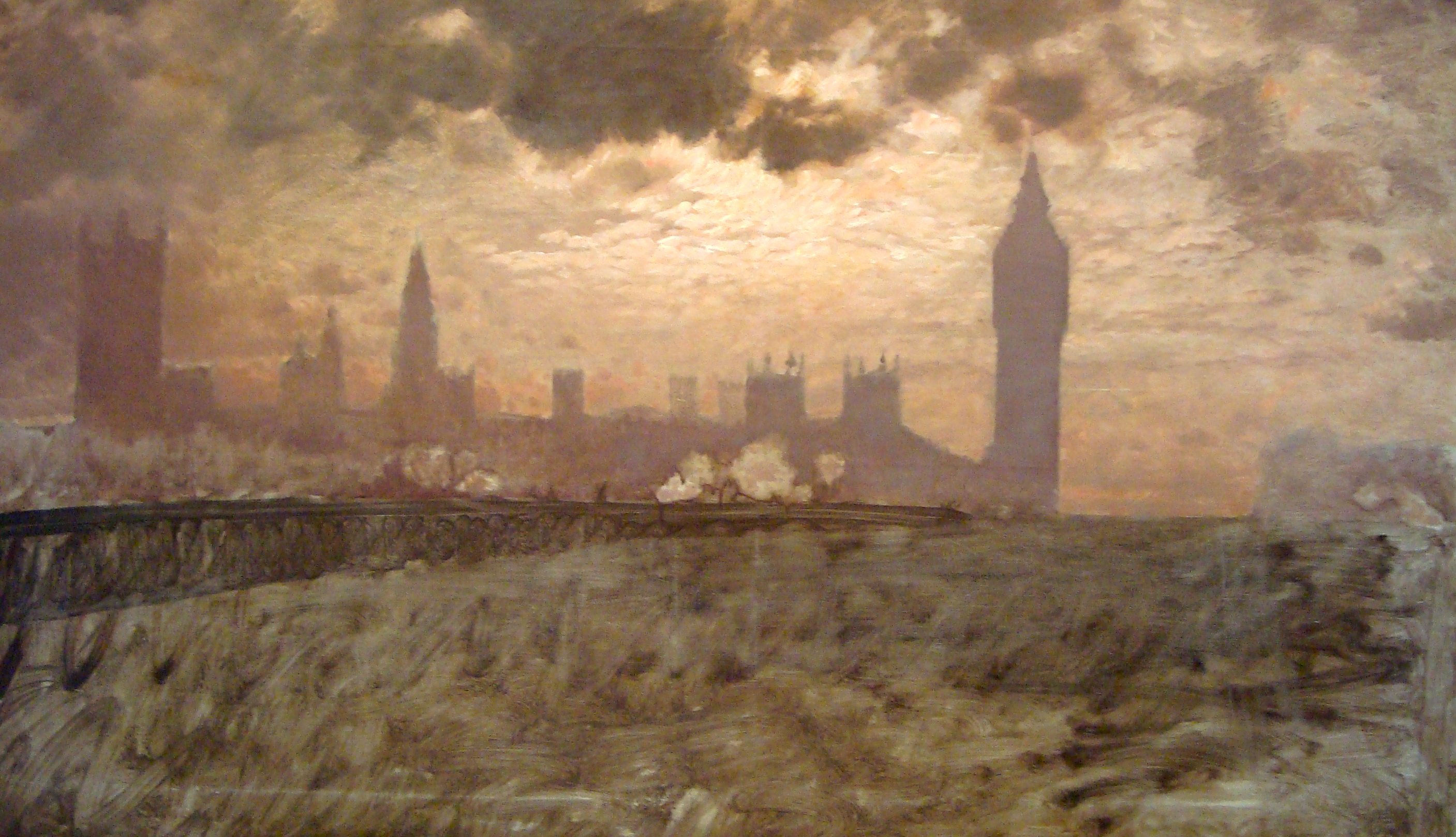
Westminster Bridge (1878).
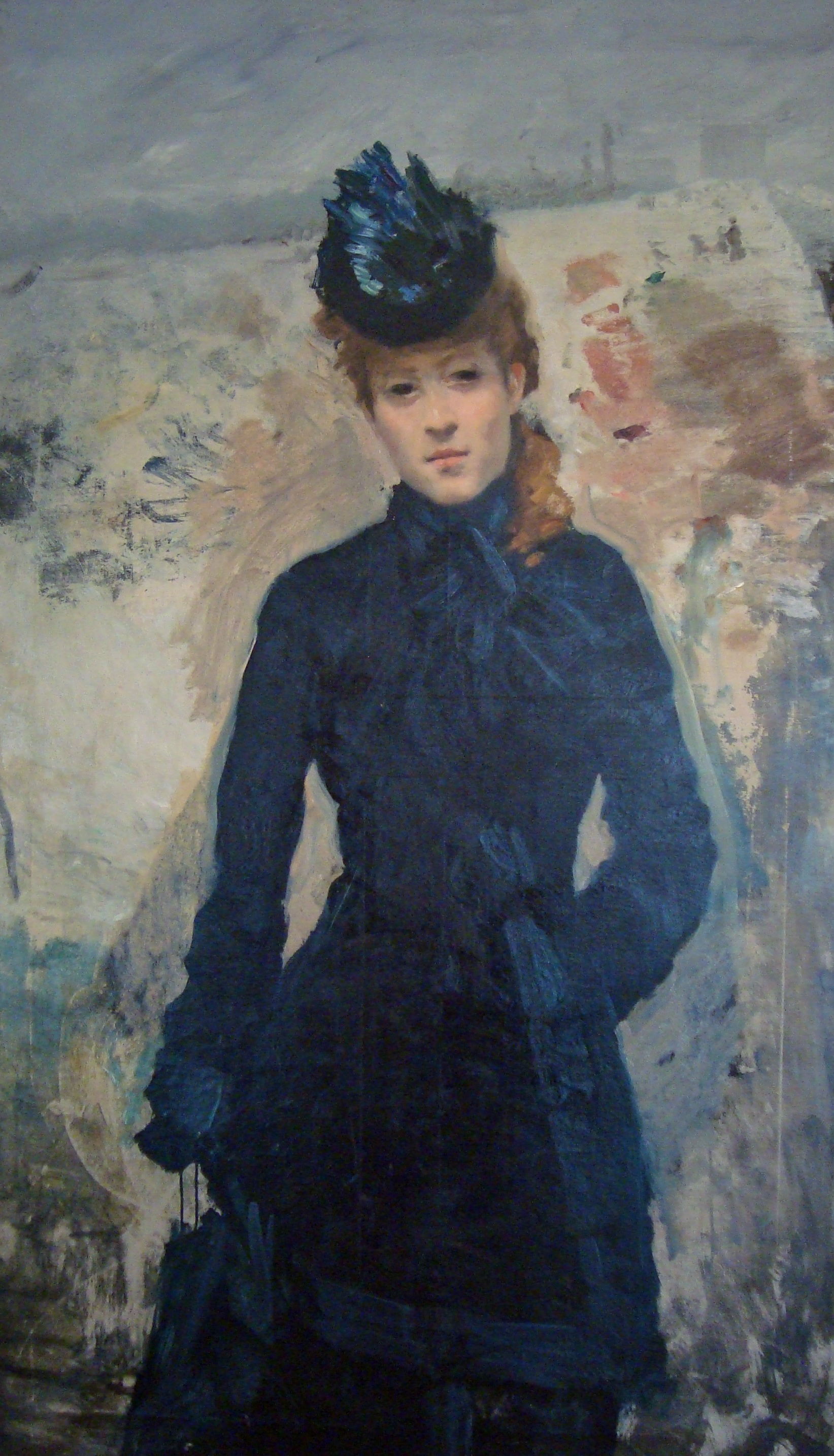
Promenade hivernale (1879).
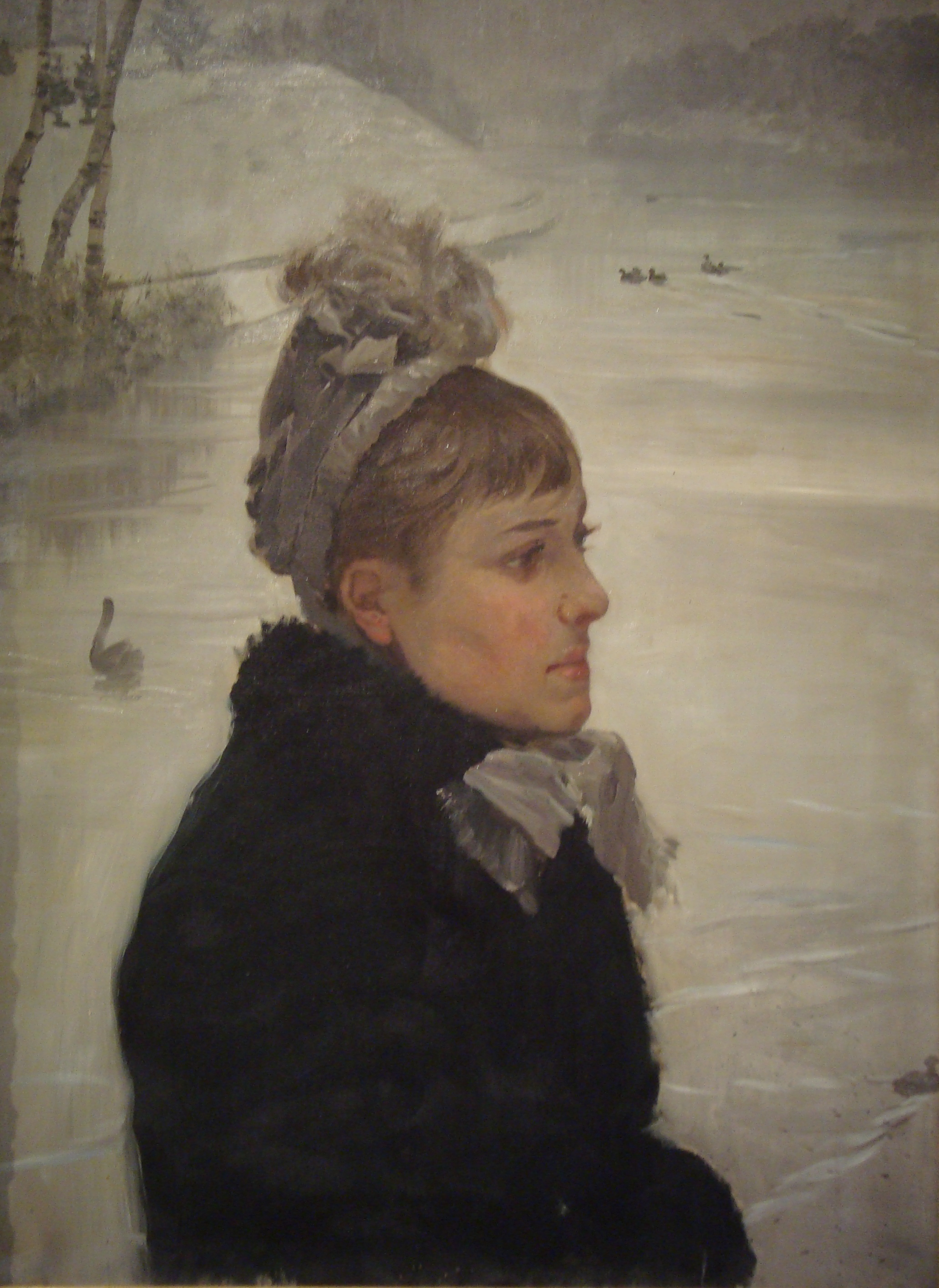
Près du lac (1880).
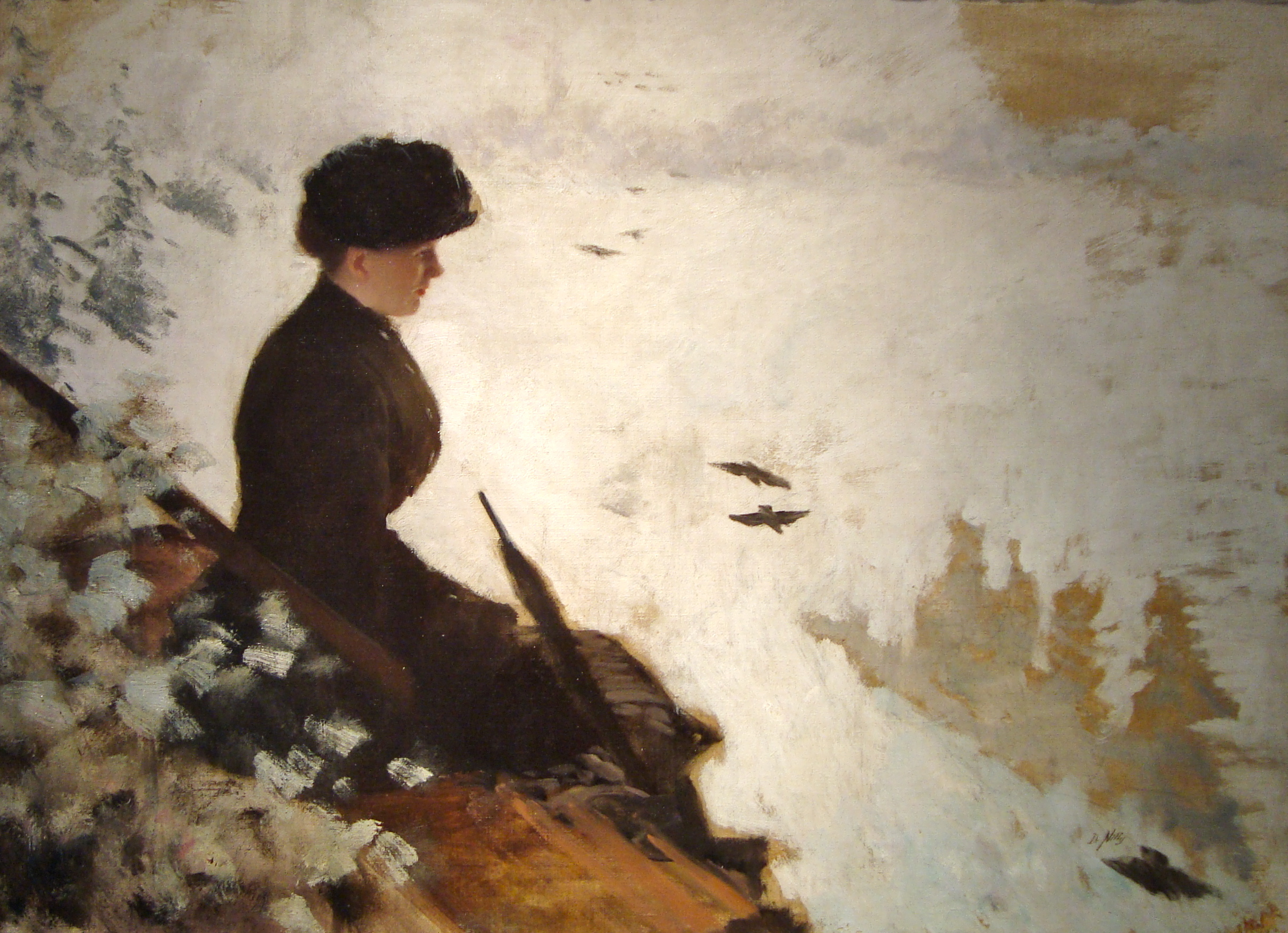
Effet de neige (1880).
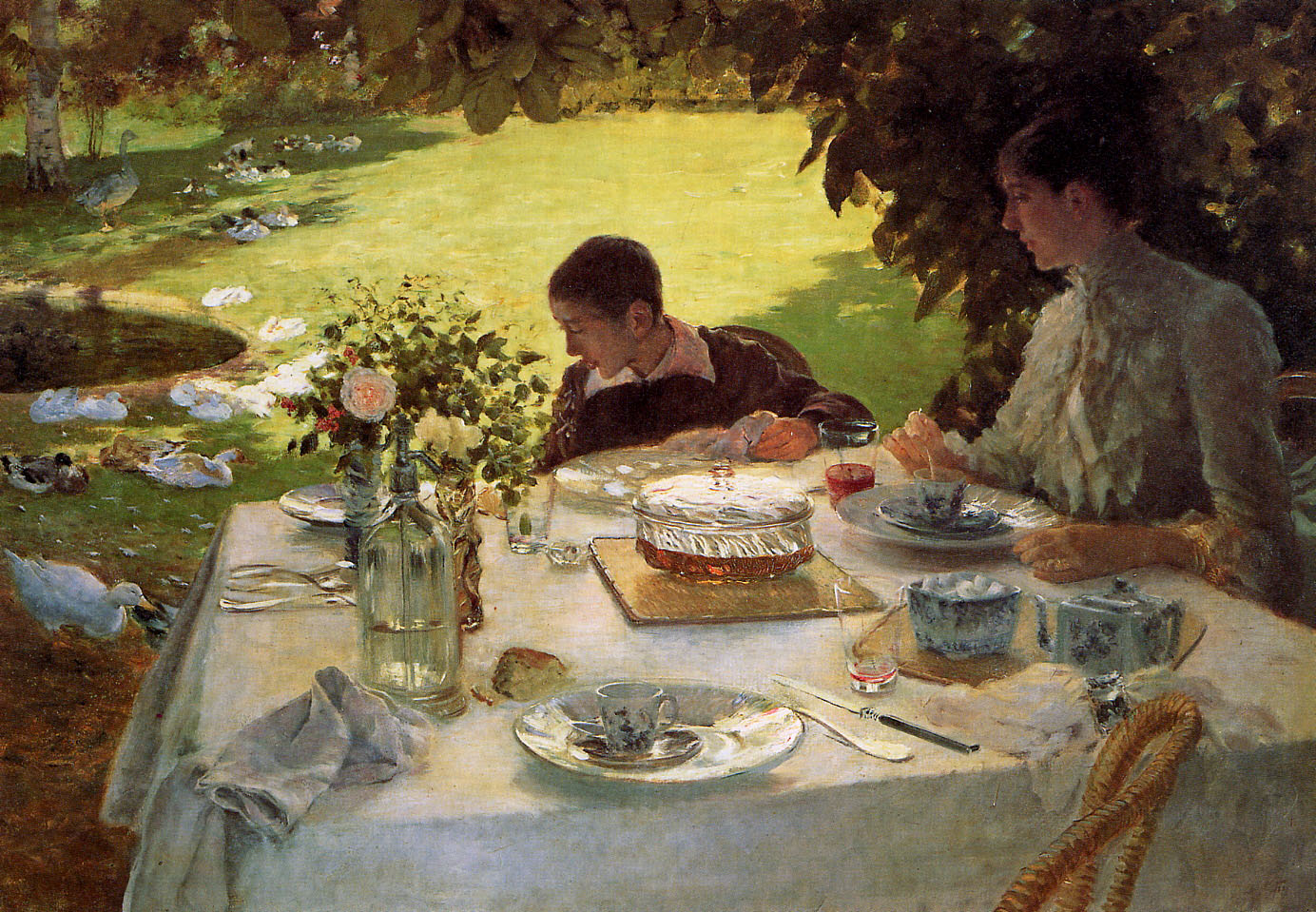
Déjeuner au jardin (1883). Pinacoteca De Nittis. Barletta.
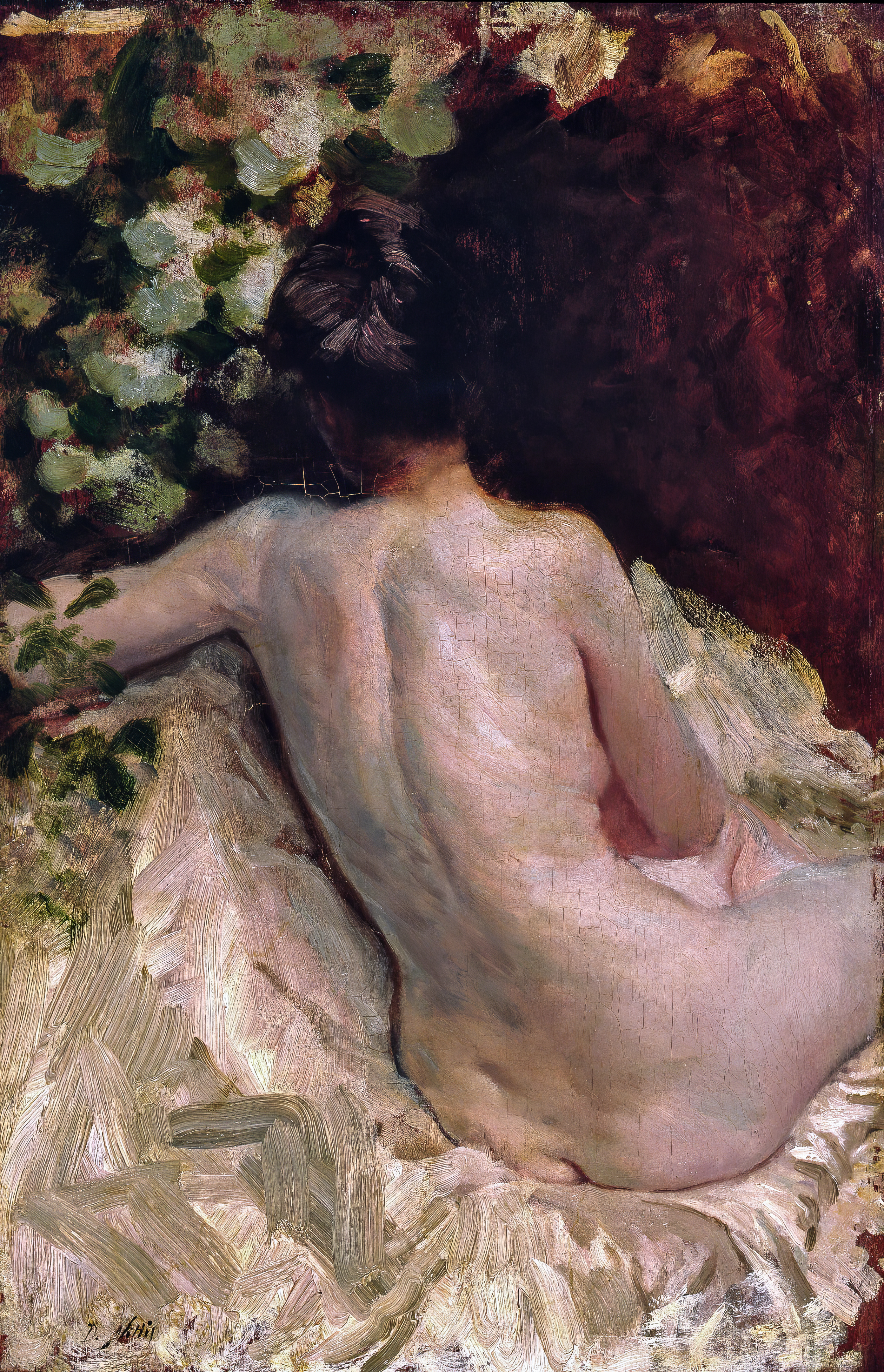
Nue de dos (Léontine) (1879-1880)
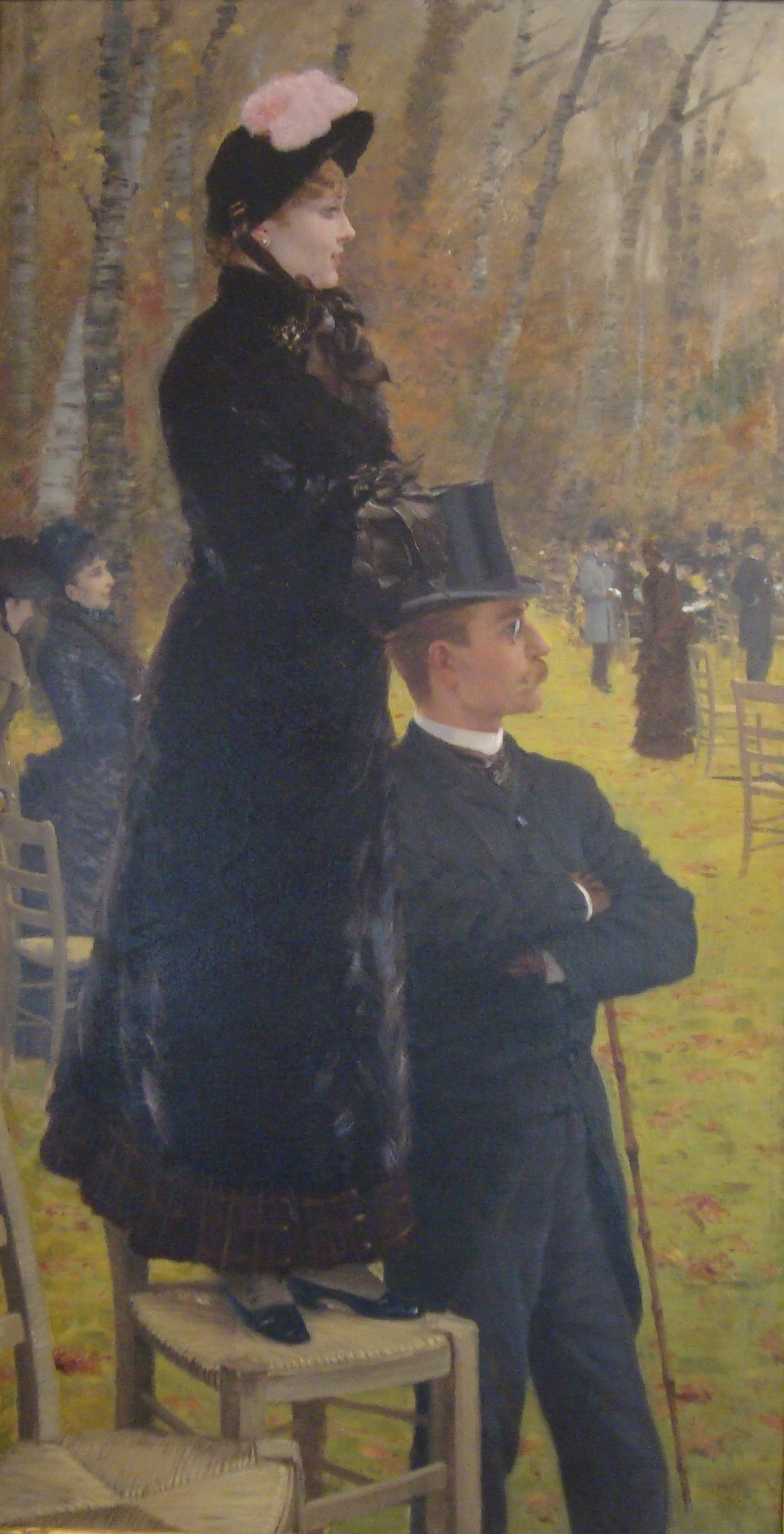
Les Courses à Auteuil (1883).

### Gravures
- Nemours, Château-Musée :
  - La Danseuse Holoke-Go-Zen, Renvoie à la légende du Heike Monogatari concernant la danseuse shirabiyoshi Hotoke Gozen, 1873, eau-forte, 25.2 x 32.5 cm[11];
  - Derrière l'éventail, 1875, eau-forte, 35 x 32.4 cm[12].

## Postérité
Plusieurs rétrospectives et expositions anthologiques lui ont été consacrées depuis sa mort en 1884, consolidant son importance en tant qu’artiste international: la Biennale de Venise elle-même a décidé de lui en consacrer trois en 1901, 1914 et 1928.